# Heinz Hankammer
Heinz Hankammer (* 4. November 1931 in Breithardt; † 18. September 2016) war ein deutscher Unternehmer und Vereinsfunktionär. Hankammer war Gründer des Familienunternehmens Brita und langjähriger Präsident des Fußballvereins SV Wehen 1926-Taunusstein e. V., der durch dessen Förderung und Unterstützung zur Saison 2007/08 in die 2. Bundesliga aufstieg.

## Leben
Hankammer wurde in Breithardt geboren und wuchs in Eltville am Rhein auf. Er gründete Brita 1966 mit der Idee, herkömmliches Leitungswasser zu optimieren. Brita wurde nach der Tochter Hankammers benannt. Mit dem „AquaDeMat“ brachte das Unternehmen Brita erstmals ein Produkt auf den Markt, das Wasser für den Einsatz in Autobatterien entsalzte und zunächst an Tankstellen vertrieben wurde. Es folgte der erste Tischwasserfilter für den Haushalt, dessen Produktion 1970 im Garten des Unternehmers aufgenommen wurde. Für diesen Tischwasserfilter meldete Heinz Hankammer ein Gebrauchsmuster an und legte den Grundstein für die Expansion des Unternehmens. 1979 bot Brita die ersten austauschbaren Kartuschen an.
Hankammer war seit 1979 im Vorstand des SV Wehen 1926-Taunusstein e. V. aktiv, den er finanziell und durch personelle Verflechtungen mit seinem Unternehmen unterstützte, was ihm den Titel „Abramowitsch vom Dorf“ einbrachte. Zunächst war Hankammer „Vergnügungsausschussvorsitzender“, ab 1980 2. Vorsitzender und seit 1982 Vorsitzender des Vereins, der seit 2002 „Präsident“ genannt wird. Seit dem Aufstieg in die 2. Bundesliga im Jahr 2007 treten die Mannschaften unter dem Namen SV Wehen Wiesbaden an. Im Sommer 2008 wurden die Lizenzspielerabteilung und das Nachwuchsleistungszentrum (U19, U17, U16) auf Hankammers Initiative in die SV Wehen 1926 Wiesbaden GmbH ausgegliedert. Der Antrag erhielt bei einer außerordentlichen Mitgliederversammlung die uneingeschränkte Zustimmung der Mitglieder. An der GmbH sind zu 90 Prozent die FI Fußball Invest GmbH & Co. KG, die wie Brita zu Hankammers Hanvest Holding gehört, und zu 10 Prozent der e. V. beteiligt, der jedoch gemäß der 50+1-Regel die Stimmenmehrheit bei der Gesellschafterversammlung innehat. Auf der Mitgliederversammlung am 25. November 2010 stellte er sich nicht mehr zur Wiederwahl und wurde daraufhin zum „Ehrenpräsidenten“ ernannt. Hankammers Nachfolger als Vereinspräsident wurde sein Sohn Markus. 
Vor Gründung des Unternehmens Brita wurde Hankammer wegen Betrugs zu einer Bewährungsstrafe verurteilt.
Hankammer erwarb in den 1990er Jahren den von Fürst August Samuel von Nassau-Idstein im Jahre 1692 errichteten Zehnthof in Hohenstein. Er baute das verfallene Anwesen zu einer Hotelanlage um, die als Hofgut Georgenthal von seinen Kindern Brita und Markus betrieben wird.
Hankammer verstarb am 18. September 2016 im Alter von 84 Jahren. Die Trauerfeier fand in der Wiesbadener Brita-Arena, der Spielstätte des SV Wehen Wiesbaden, statt.

## Familie
Hankammers Kinder Brita (* 1965) und Markus (* 1968) übernahmen die Anteile an Brita. Markus folgte seinem Vater als Geschäftsführer Britas sowie als Präsident des SV Wehen 1926-Taunusstein
e. V.